# 青山灣

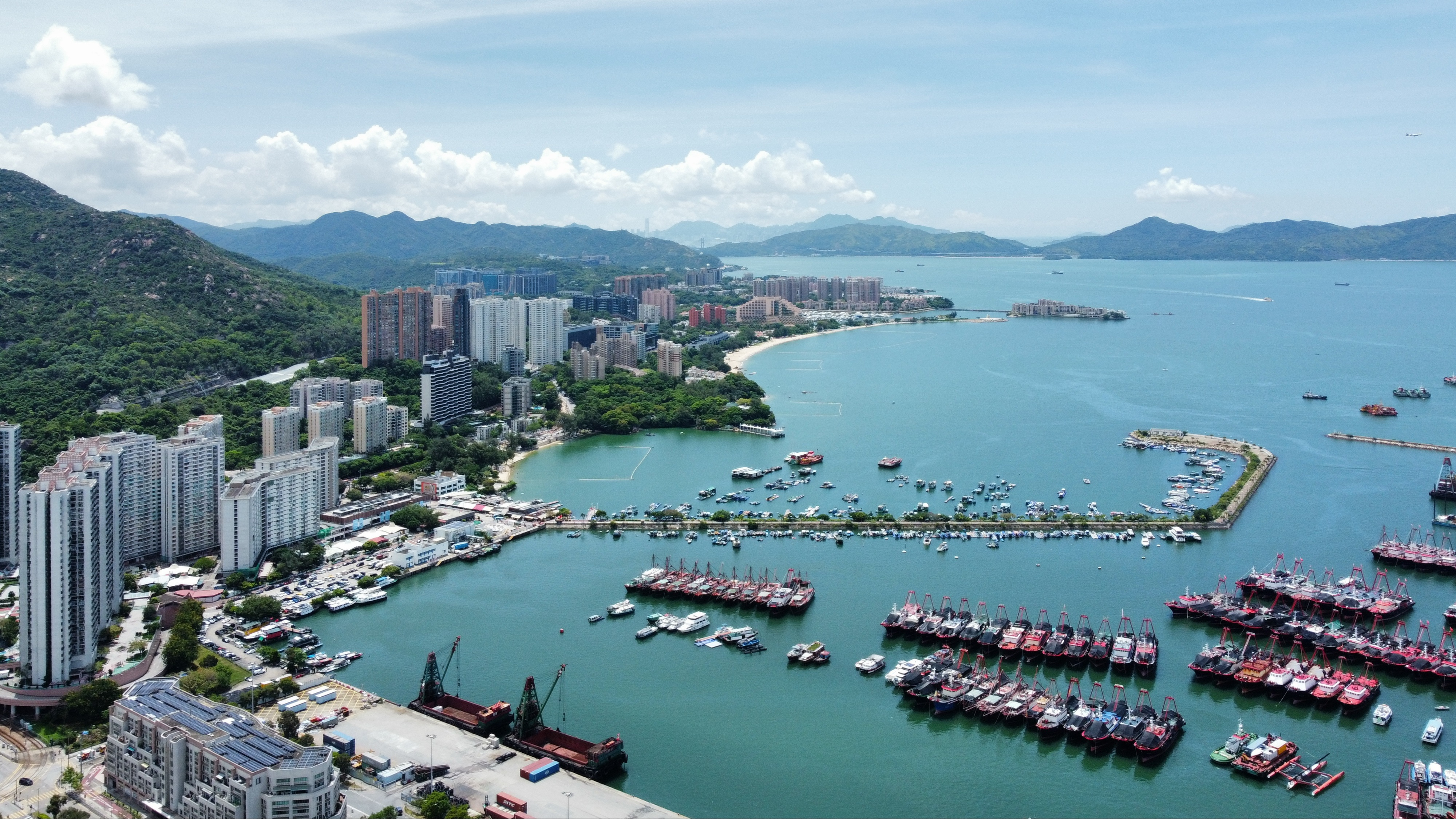
青山灣

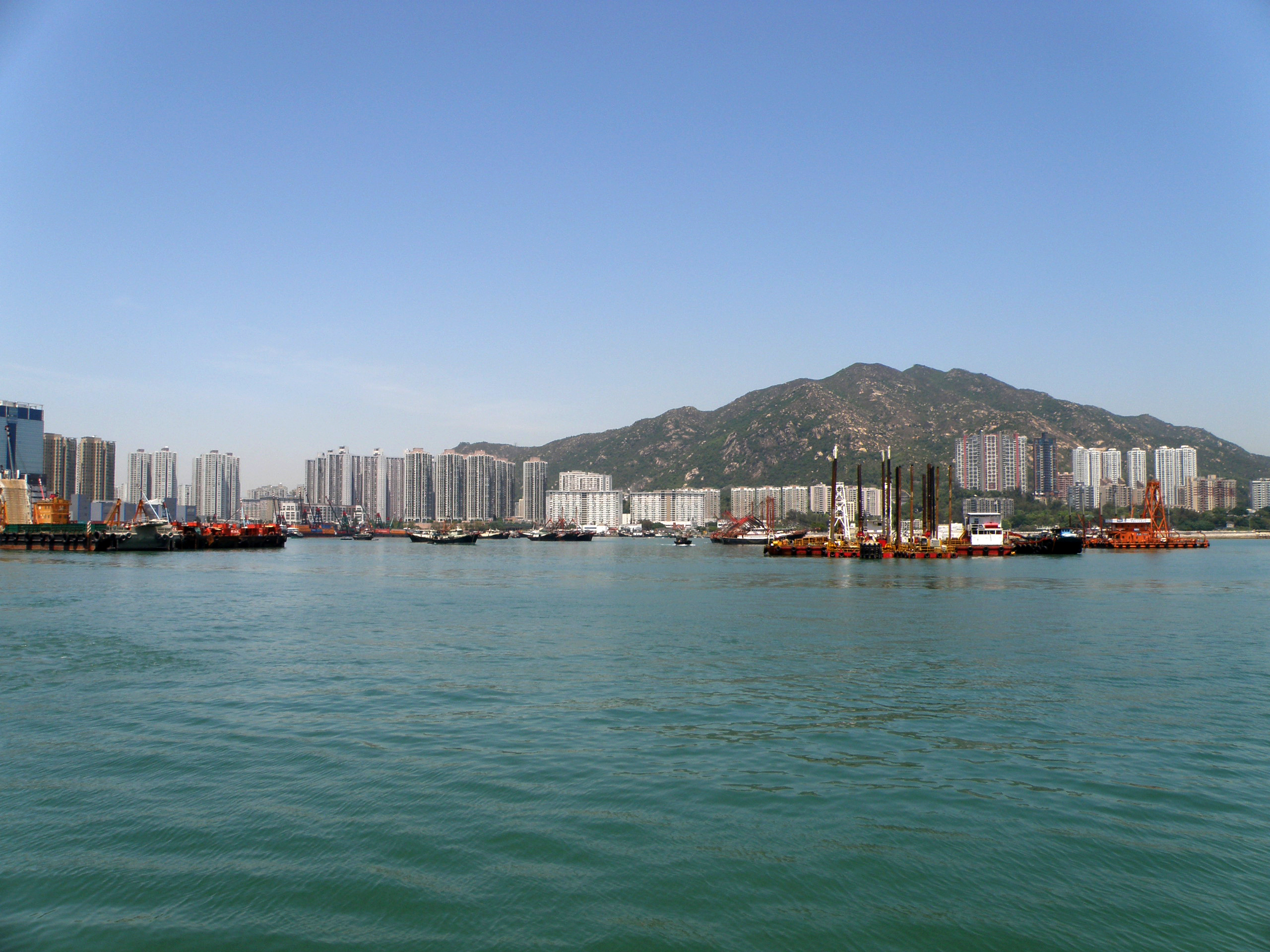
青山灣（避風塘方向）

青山灣，又名屯門灣（英語：或譯作Tuen Mun Wan），古名屯門澳，位於香港新界屯門青山公路青山公路－青山灣段至掃管笏段西南邊之海域，海灣面向大小磨刀海岸公園及龍鼓水道，南面西南海岸為大嶼山、赤鱲角香港國際機場及港珠澳大橋香港口岸人工島，北為屯門新市鎮或現稱屯門市中心、屯門河及屯門避風塘，是屯門海岸線裏最長而廣闊的海灣。
青山灣內有一個同名為青山灣的游泳海灘，在青山灣海濱長廊東南方位置，現為康樂及文化事務署管轄之泳灘供市民游泳耍樂。

## 歷史

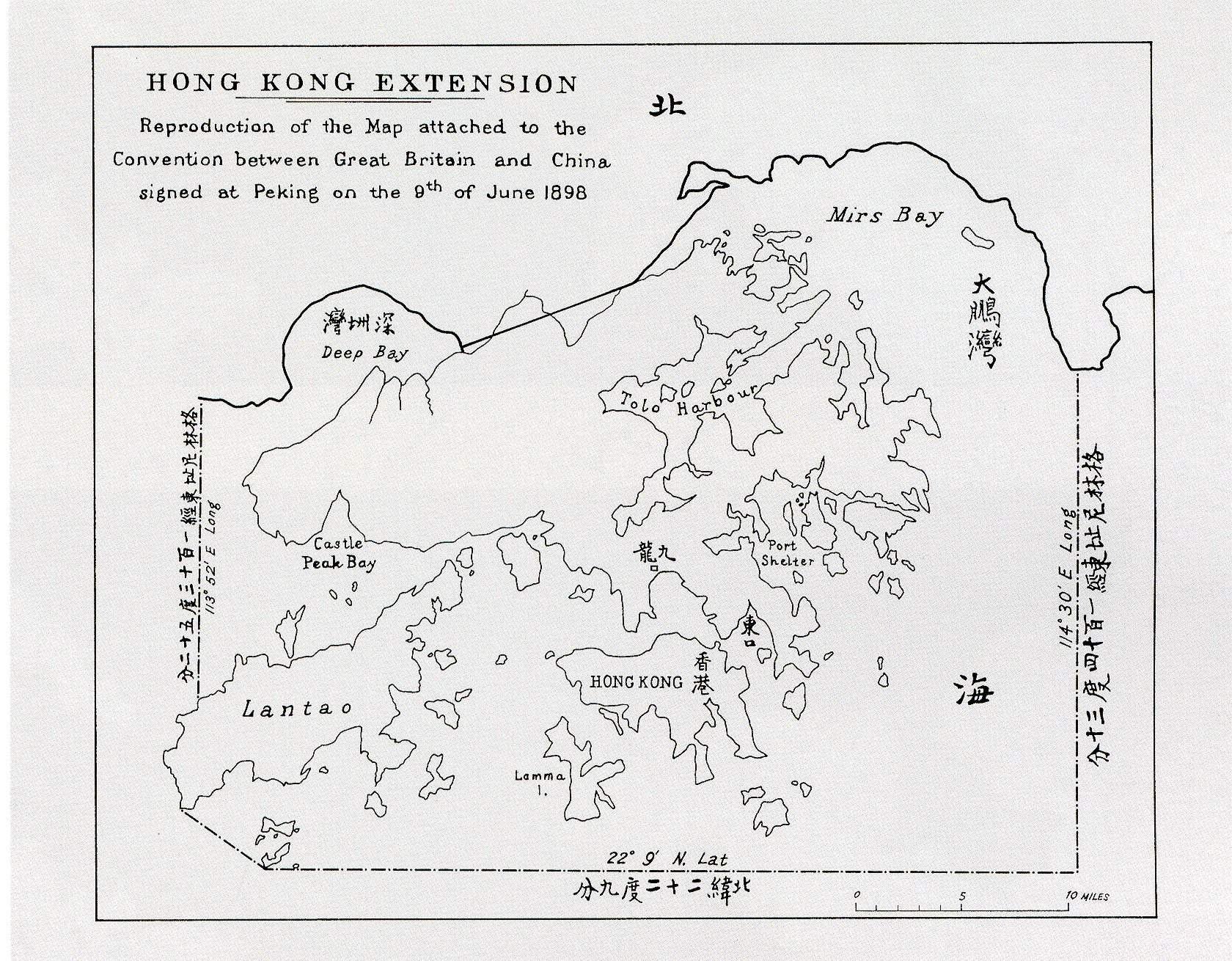
1898年《展拓香港界址專條》中之青山灣（Castle Peak Bay），甚為寬闊

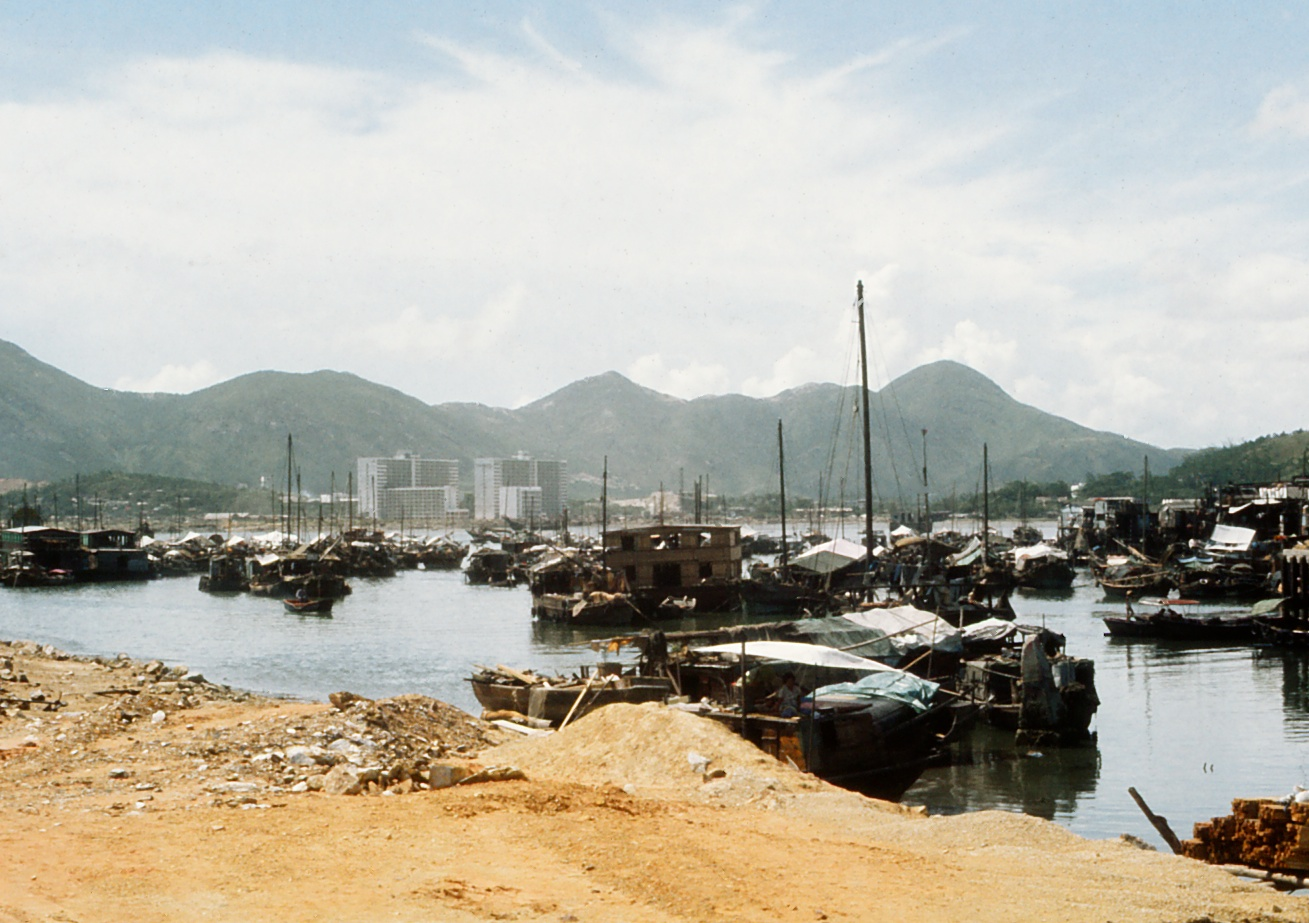
1971年的青山灣，後方為剛落成的新發邨

在二十世紀七、八十年代發展屯門新市鎮而進行填海工程之前，青山灣的範圍比現在更為深長而廣闊，海岸線北至現今港鐵屯門站及屯門市中心、東抵今青山公路青山灣段、西至現今龍門路一帶。青山灣地理位置環境優越，在三聖墟一帶曾有大量漁船在此停泊靠岸，成為香港其中一個著名漁港，鄰近亦是區內最早有居民居住的地方之一。屯門新市鎮填海工程開展後填去青山灣大量的海面面積，使青山灣海灣收直而變得細，而青山灣中央的部份則保留成為了人工河屯門河。青山灣西岸完成填海工程後成為了蝴蝶灣發展區，其海岸線較東岸的位置更為偏南，蝴蝶灣發展區與東岸之間的海域被現為青山灣海濱長廊的防波堤一分為二，北部為供船隻停泊的屯門避風塘，南部為青山灣海灘。
在三聖對面的青山灣海面上本有一個小島名為老鼠洲，現該島因填海工程已與陸地連接，現為2004年落成的老鼠洲兒童遊樂場。有傳聞指，日本佔領香港時期，老鼠洲是日軍用作埋葬戰爭時死者遺體的地方，舊居民稱該島為亂葬崗，在鄰近屋苑兆麟苑1994年落成後原該島位置兩旁空地一直亦被閒置多時更加劇了這一傳聞。

## 泳灘

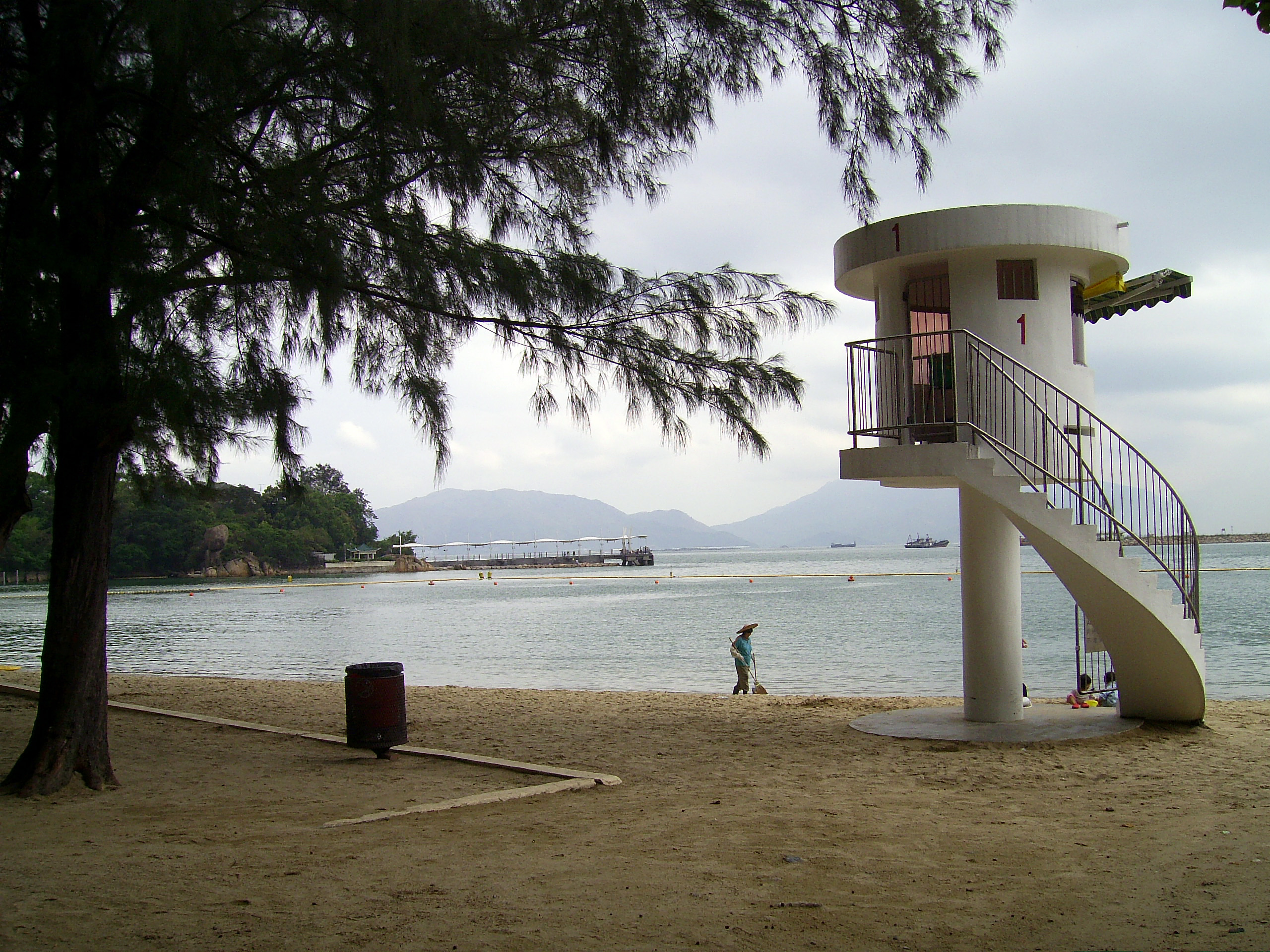
青山灣泳灘

青山灣東岸共有五個泳灘，分別為青山灣泳灘、加多利灣泳灘、舊咖啡灣泳灘、新咖啡灣泳灘及黃金海岸泳灘，而西岸為蝴蝶灣泳灘，東岸除了青山灣泳灘與加多利灣冰灘之間相隔了一個小型公眾碼頭嘉道理碼頭外，其餘四個泳灘互為相連。與青山灣同名的青山灣泳灘位於青山公路青山灣段或稱青山公路19咪，曾因為水質嚴重污染問題於1981年關閉，隨着屯門工業區逐漸式微經過政府多年改善工程，包括清理海面垃圾及挖掘海床淤泥等措施，1992年起水質已有明顯改善，並在1997年被評為「第二級」水質，即「一般」適合泳客游泳級別之泳灘，更於2005年6月1日起重新開放供游泳人士使用。重開以後，泳灘水質長期平均達到「第二級」標準，在2007年更一度被列作為「第一級」的「優良」級別。
各泳灘均屬康樂及文化事務署管轄，並提供救生員服務，設施包括一般男女及殘疾人士洗手間、淋浴間及更衣室等。泳灘內亦包括提供其他康體設施，包括公眾燒烤場、兒童遊樂場、快餐亭等。青山灣泳灘快餐亭位於更衣室上層，現為中式食肆，此外泳灘及設有泊車位提供泳客使用。

## 青山灣海濱長廊
於青山灣防波堤上建有一道長達800多米的海濱長廊，鄰近三聖海鮮街，沿路設有有蓋或露天特式長椅，供人們歇息及細賞青山灣怡人的景緻。

## 碼頭

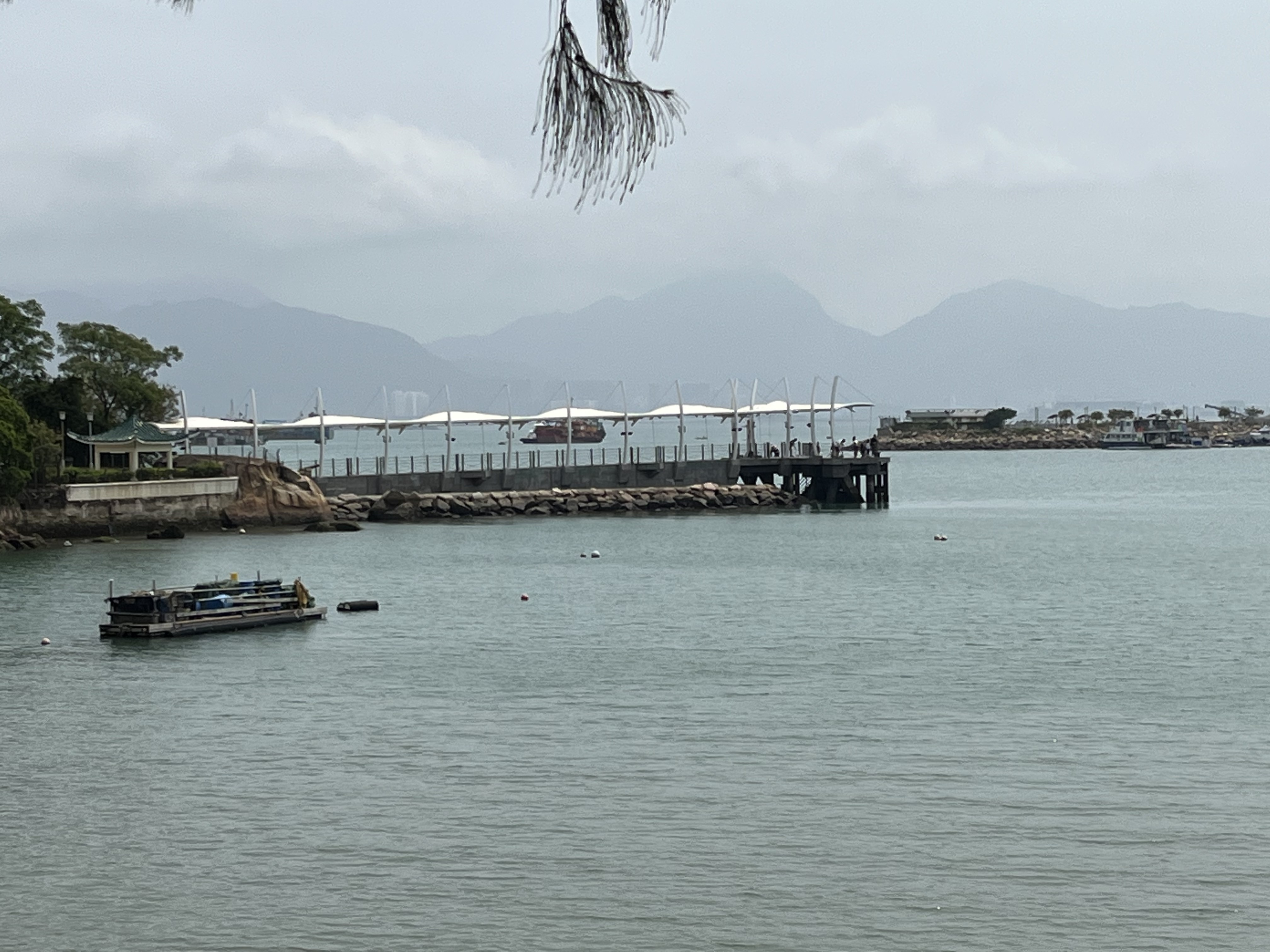
嘉道理碼頭

青山灣和旁邊的加多利灣之間，有名為嘉道理碼頭（英語：Kadoorie Pier）的公眾碼頭，俗稱青山灣碼頭，昔日有街渡來往赤鱲角及東涌馬灣涌。

## 交通
遊人可經青山公路前往青山灣。

## 社區保育
2019年起，香港新媒體社會企業不朽傳耆 先後為屯門區設計了四個主題路線，其中包括保育青山灣漁村歷史的《三聖巨石傳說》，以及遊覽青山灣、加多利灣、舊咖啡灣、新咖啡灣和掃管帚的《五灣之旅》，並培訓區內長者、樂活中年、在職青年和中學生成為導賞大使。計劃旨在透過長者豐富的人生閱歷，配合年青人無限創意，成就不一樣的導賞體驗和社區風景，也體現長幼共融。

## 區議會議席分佈
為方便比較，以下列表以海榮路以南青山公路－青山灣段沿線地區為範圍。海榮路以北的青山公路－青山灣段沿線則被視為屯門市鎮延伸的一部分，當區人士亦會以置樂去形容有關地區。
| 年度/範圍                          | 2000-2003 | 2004-2007 | 2008-2011 | 2012-2015 | 2016-2019 | 2020-2023 |
| ---------------------------------- | --------- | --------- | --------- | --------- | --------- | --------- |
| 海榮路以北、青山公路－新墟段以東   | 兆置選區  | 兆置選區  | 兆置選區  | 兆置選區  | 兆置選區  | 兆置選區  |
| 海榮路以南、青山公路－青山灣段以北 | 三聖選區  | 三聖選區  | 三聖選區  | 三聖選區  | 三聖選區  | 三聖選區  |
| 海榮路以南、青山公路－青山灣段以東 | 翠福選區  | 恆福選區  | 恆福選區  | 恆福選區  | 恆福選區  | 恆福選區  |

註：以上主要範圍尚有其他細微調整（包括編號），請參閱有關區議會選舉選區分界地圖及條目。

## 鄰近
- 龍鼓灘
- 大欖
- 蝴蝶灣